# Савада Кентаро
Савада Кентаро (яп. 沢田 謙太郎, нар. 15 травня 1970, Канаґава) — японський футболіст, що грав на позиції півзахисника.

## Клубна кар'єра
Грав за команду Касіва Рейсол, Санфрече Хіросіма.

## Виступи за збірну
Дебютував 1995 року в офіційних матчах у складі національної збірної Японії. У формі головної команди країни зіграв 4 матчі.

## Статистика
Статистика виступів у національній збірній.
| Збірна Японії | Збірна Японії | Збірна Японії |
| Роки          | Ігри          | голи          |
| ------------- | ------------- | ------------- |
| 1995          | 2             | 0             |
| 1996          | 2             | 0             |
| Усього        | 4             | 0             |